# 데니스 콜로딘
데니스 알렉세예비치 콜로딘(러시아어: Денис Алексеевич Колодин, 1982년 1월 11일, 카미신 ~ )은 러시아의 전 축구 선수로, 현역 시절 포지션은 수비수였다.
콜로딘은 2000년, FC 올림피아 볼고그라드 (FC Olimpia Volgograd)에서 프로로 데뷔하였다. 2년간 올림피아 볼고그라드에서 66경기에 나서 14골을 넣은 후, 2003년 FC 옐리스타 (FC Elista) 로 이적하였다. 옐리스타에서는 한 시즌 동안 44경기에서 3골을 넣었고, 2004년 FC 크릴리야 소베토프 사마라로 이적, 한 시즌 동안 39경기에서 2골을 넣었다. 2005년 FC 디나모 모스크바로 이적해, 현재 디나모 모스크바의 수비수로 활동하고 있다.
러시아 축구 국가대표팀에는 2004년 데뷔하였다. UEFA 유로 2008 러시아 선수 명단에 포함돼, 튼튼한 수비진의 중심으로 활동하였으며, 적극적으로 공격에 참여해 인상적인 중거리 슛을 보여주기도 했다.